# Österreichische Traditionsweingüter

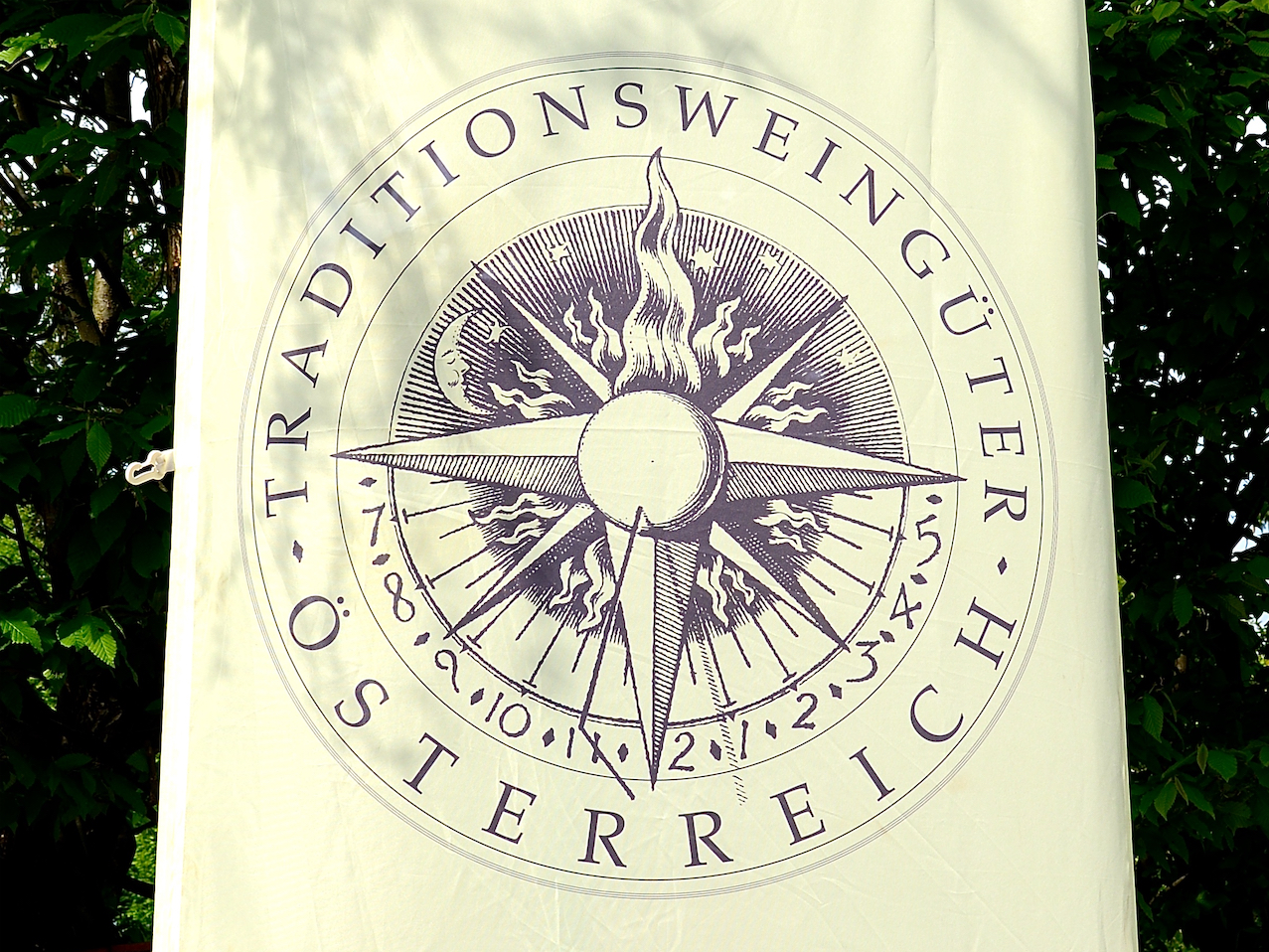
Das ÖTW-Logo auf einer Fahne vor einem Mitgliedsbetrieb der Österreichischen Traditionsweingüter bei der Tour de Vin

Die Vereinigung Österreichische Traditionsweingüter (ÖTW) ist eine Gemeinschaft von Weingütern, die im Jahr 1991 zum Zwecke der Klassifizierung österreichischer Weinberglagen gegründet wurde und sich für verbindliche Qualitätsstandards einsetzt.

## Geschichte
Am 10. Juni 1991 fand im Kloster Und in Krems an der Donau die konstituierende Generalversammlung des Vereins „Österreichische Traditionsweingüter“ statt. Der Zusammenschluss erfolgte auf Betreiben mehrerer Weinbaupersönlichkeiten des Kamptales und des Kremstales. Zu ihnen zählten die Winzer Wilhelm („Willi“) Bründlmayer, Ludwig Hiedler und Karl Jurtschitsch aus Langenlois, Peter Dolle aus Straß im Straßertale, Gerald Malat aus Furth bei Göttweig, Josef Mantler aus Gedersdorf bei Krems und Erich Salomon aus Stein an der Donau sowie der Leiter des Weinguts der Stadt Krems Kurt Körbler. Diese hatten zuvor bei einem Treffen am 9. Jänner 1991 im Langenloiser Ursin Haus im Zuge von Grundsatzüberlegungen die Ausrichtung eines zu gründenden Vereins erarbeitet. Bereits bei diesem Treffen war ein Grobkonzept für eine Herkunftsklassifikation skizziert worden. Das Streben nach einer Klassifikation von Weinberglagen sollte von Beginn an den Fokus des Vereinslebens bilden.
Zum Zeitpunkt der Gründung der ÖTW im Juni 1991 bestand der Verein aus 18 Mitgliedsbetrieben. Diese stammten allesamt aus dem Kamptal und aus dem Kremstal.
Mit dem Vereinsnamen „Österreichische Traditionsweingüter“ hatte man bewusst eine Bezeichnung gewählt, die sich nicht auf ein beschränktes Terrain bezog. Insofern sollte die Möglichkeit offen stehen, dass künftig auch Mitglieder aus anderen österreichischen Weinbaugebieten Aufnahme finden könnten. Im ersten Jahrzehnt des Bestehens des Vereins war die Mitgliederentwicklung nur von wenigen Zu- und Abgängen innerhalb des Kamp- und Kremstales geprägt. Anfang des neuen Jahrtausends kamen Mitgliedsbetriebe aus den heutigen Weinbaugebieten Traisental und Wagram hinzu.
Die Anzahl der Mitgliedsbetriebe war von 1991 bis 2001 von 18 auf 24 und sodann bis 2010 auf 30 angewachsen. Im Jahr 2018 wurde im Zuge einer Gebietserweiterung eine bereits zuvor ausgearbeitete Vereinsstruktur umgesetzt. Im Rahmen des Dachverbandes „Bundesverband Österreichische Traditionsweingüter“ wurde der Gebietsverband ÖTW.Donau mit den Regionalgebieten ÖTW.Kamptal, ÖTW.Kremstal, ÖTW.Traisental und ÖTW.Wagram geschaffen. Neu hinzu kamen nun die Regionalgebiete ÖTW.Wien und ÖTW.Carnuntum. Im Jahr 2021 wurden die ÖTW um das Regionalgebiet ÖTW.Thermenregion erweitert. 2024 erfolgte der Beitritt des Regionalgebiets ÖTW.Weinviertel. Seit 2025 zählen die ÖTW 92 Mitgliedsbetriebe.
Vereinssitz des Bundesverbandes Österreichische Traditionsweingüter ist das Kloster Und in Krems an der Donau. Managing Director der ÖTW ist seit 2024 Michael Tischler-Zimmermann.

## Klassifikation
Seit der Gründung arbeiten die ÖTW an einer Klassifizierung ihrer Weinberglagen. Zunächst hatten sie die Kategorien „Klassifizierte Lage“ und „Erste Lage“ etabliert. Eine „Große Erste Lage“ sollte zu einem späteren Zeitpunkt hinzukommen. Ein weiteres, schon in der Gründungsphase verfolgtes Fernziel sollte die Übernahme der Lagenklassifikation ins österreichische Weingesetz sein.
Bereits im August 1991 hatte man Kriterien für die Klassifizierung definiert, und die Mitglieder der ÖTW schritten nun gemeinschaftlich daran, bestimmte Lagen zu klassifizieren. Während für Weine aus „Klassifizierten Lagen“ Weißweinsorten, Rotweinsorten und Rosés zugelassen waren, durften unter dem Label „Erste Lage“ nur Weißweinsorten vermarktet werden.
Nachdem die Verwendung des Lagenbegriffs auf dem Etikett aufgrund weinrechtlicher Bestimmungen beanstandet worden war, konnten die ÖTW diese Begriffe ab dem Jahrgang 1994 nicht mehr verwenden. Die Vereinstätigkeit konzentrierte sich daraufhin verstärkt auf andere Belange, vor allem auf gemeinsame Veranstaltungen.
Trotz dieses Rückschlages verlor man das vorrangige Vereinsziel, namentlich die Bemühung um eine Etablierung von Lagenklassifizierungen, auch weiterhin nicht aus dem Auge. Im Jahr 2010 (und zwar mit dem Jahrgang 2009) konnte die angestrebte Klassifizierungskennzeichnung schließlich im Einklang mit dem Weingesetz auf dem Etikett umgesetzt werden. Geschaffen wurde in diesem Jahr die Kennzeichnung „ÖTW Erste Lage“. Eine Kennzeichnung „ÖTW Große Lage“ soll erst zu einem späteren Zeitpunkt geschaffen werden. Gekennzeichnet werden die Ersten Lagen der ÖTW seither mit der Wort-Bild-Marke „1ÖTW“ auf den Etiketten sowie auf den Kapseln am Flaschenhals.
Für die Klassifikation der ÖTW-Weinberglagen wurden 2010 diverse Relevanzkriterien geschaffen. Zu ihnen zählen „Inhaltliche Relevanzkriterien“ (etwa historische Bedingtheiten oder Homogenität von Geologie und Lage), „Ökonomische Relevanzkriterien“ (etwa der durchschnittliche Marktpreis von Weinen aus einer bestimmten Lage) und „Qualitative Relevanzkriterien“ (etwa das Ranking von Weinen bei Expertenbewertungen oder gewisse Kontinuitätsparameter).

## Anforderungen an ÖTW-Betriebe
Alle ÖTW-Betriebe müssen entweder mit dem österreichischen Nachhaltigkeitssiegel „Nachhaltig Austria“, dem Mindeststandard EU-Bio-Siegel „Biologische Traubenproduktion“ oder gleichwertig zertifiziert sein und den Nachweis dafür erbringen. Für die Bewirtschaftung der Weinberglagen von ÖTW-Betrieben besteht Herbizid- und Insektizidverbot. Der maximale Hektarhöchstertrag beträgt für 1ÖTW-Lagen 60 Hektoliter pro Hektar Weingartenfläche. Für Weine, die mit dem Label 1ÖTW vermarktet werden, müssen die Trauben von Hand gelesen werden, maschinelle Ernte ist untersagt. Der Most für solche Weine muss naturbelassen sein, er darf nicht aufkonzentriert werden.
Darüber hinaus müssen Weine, die mit dem Label 1ÖTW vermarktet werden, eine bestimmte Mindestzeit der Reife aufweisen: Demnach dürfen Weißweine aus ÖTW Erste Lagen frühestens im September des auf die Ernte folgenden Jahres in Verkehr gebracht werden. Die Markteinführung von Rotweinen aus ÖTW Erste Lagen darf frühestens im September des auf die Ernte zweitfolgenden Jahres erfolgen.

## Die Vorstandsvorsitzenden der ÖTW
| von       | bis       | Obmann / Obfrau                    |
| --------- | --------- | ---------------------------------- |
| 1991      | 1993      | Willi Bründlmayer                  |
| 1993      | 1995      | Michaela Ehn                       |
| 1995      | 2005      | Gerald Malat                       |
| 2005      | 2007      | Johannes Hirsch und Nikolaus Moser |
| seit 2007 | seit 2007 | Michael Moosbrugger                |

## Obleute der ÖTW-Regionalvereine
Aktuell stehen folgende Obleute den ÖTW-Regionalvereinen vor:
| Regionalverein    | Obmann              |
| ----------------- | ------------------- |
| ÖTW.Donau         | Michael Malat       |
| ÖTW.Wien          | Fritz Wieninger     |
| ÖTW.Carnuntum     | Gerhard Markowitsch |
| ÖTW.Thermenregion | Hannes Reinisch     |
| ÖTW.Weinviertel   | Stefan Tscheppe     |

## Mitgliedsbetriebe der ÖTW
Folgende Weingüter aus den österreichischen Weinbaugebieten Kamptal, Kremstal, Traisental, Wagram, Wien, Carnuntum, Thermenregion und Weinviertel sind Mitglieder der ÖTW (geordnet nach dem Zeitpunkt des Beitritts der einzelnen Regionalverbände – Stand 2025):
| - Weingut Allram (Straß im Straßertale) - Weingut Brandl (Zöbing) - Weingut Bründlmayer (Langenlois) - Weingut Dolle (Straß im Straßertale) - Weingut Ludwig Ehn (Langenlois) - Weingut Eichinger (Straß im Straßertale) - Weingut Hiedler (Langenlois) - Weingut Hirsch (Kammern) - Weingut Jurtschitsch (Langenlois) - Weingut Leindl (Zöbing) - Weingut Fred Loimer (Langenlois) - Weingut Schloss Gobelsburg (Gobelsburg) - Weingut Steininger (Langenlois) - Weingut Topf (Straß im Straßertale) - Weingut Weszeli (Langenlois) | - Vorspannhof Mayr \| Weingut Buchegger (Droß) - Weingut Geyerhof (Furth bei Göttweig) - Weingut Malat (Palt) - Weingut Mantlerhof (Gedersdorf) - Weingut Hermann Moser (Rohrendorf bei Krems) - Weingut Sepp Moser (Rohrendorf bei Krems) - Weingut Nigl (Senftenberg) - Weingut Familie Proidl (Senftenberg) - Weingut Salomon Undhof (Krems an der Donau) - Weingut Josef Schmid (Stratzing) - Weingut Stadt Krems (Krems an der Donau) - Weingut Stift Göttweig (Furth bei Göttweig) - Weingut Thiery-Weber (Rohrendorf bei Krems) - Weingut Türk (Stratzing) - Weingut Petra Unger (Furth bei Göttweig) - Weingut Rainer Wess (Krems an der Donau) | - Weingut Tom Dockner (Theyern) - Weingut Markus Huber (Reichersdorf) - Weingut Ludwig Neumayer (Inzersdorf ob der Traisen) - Weingut Martin Diwald (Großriedenthal) - Weingut Josef Ehmoser (Großweikersdorf) - Weingut Fritsch (Kirchberg am Wagram) - Weingut Josef Fritz (Zaußenberg am Wagram) - Weingut Leth (Fels am Wagram) - Weingut Bernhard Ott (Feuersbrunn) - Weingut Familie Schuster (Großriedenthal) - Weingut Christ - Weingut Wien Cobenzl - Weingut Edlmoser - Weingut Fuhrgassl-Huber - Weingut Hajszan Neumann - Weingut Kroiss - Weingut Mayer am Pfarrplatz - Weingut Rotes Haus - Weingärtnerei Uhler - Weingut Wieninger | - Weingut Artner (Höflein) - Weingut Michael Auer (Höflein) - Weingut Böheim (Arbesthal) - Weinbau Christian Dietrich (Prellenkirchen) - Weingut Glatzer (Göttlesbrunn) - Weinbau Günther Glock (Edelstal) - Weingut Gottschuly-Grassl (Höflein) - Weingut Philipp Grassl (Göttlesbrunn) - Weingut Gerhard Markowitsch (Göttlesbrunn) - Weingut Lukas Markowitsch (Göttlesbrunn) - Weingut Dorli Muhr (Prellenkirchen) - Weingut Martin Netzl (Göttlesbrunn) - Weingut Franz und Christine Netzl (Göttlesbrunn) - Weingut Oppelmayer (Göttlesbrunn) - Weingut Robert Payr (Höflein) - Weingut Klemens und Horst Pelzmann (Berg) - Weingut Gerhard Pimpel (Göttlesbrunn) - Weingut Familie Pitnauer (Göttlesbrunn) - Weingut Taferner (Göttlesbrunn) - Weingut Johannes Trapl (Stixneusiedl) | - Weingut Alphart (Traiskirchen) - Weingut Familie Auer (Tattendorf) - Weingut Leo Aumann (Tribuswinkel) - Weingut Gebeshuber (Gumpoldskirchen) - Weingut Hartl (Oberwaltersdorf) - Winzerhof Landauer-Gisperg (Tattendorf) - Weingut Johanneshof Reinisch (Tattendorf) - Weingut Schneider (Tattendorf) - Weingut Stadlmann (Traiskirchen) - Hofkellerei des Fürsten von Liechtenstein (Wilfersdorf) - Weingut Dürnberg (Falkenstein) - Weingut Ebner-Ebenauer (Poysdorf) - Weingut Ingrid Groiss (Breitenwaida) - Weingut Gschweicher (Röschitz) - Weingut Julius Klein (Pernersdorf) - Weingut Gerhard J. Lobner (Mannersdorf an der March) - Weingut Prechtl (Zellerndorf) - Weingut Gruber Röschitz (Röschitz) - Weingut Seher (Platt) - Weingut Setzer (Hohenwarth) - Weingut Taubenschuss (Poysdorf) - Weingut Zull (Schrattenthal) |

## Kontinuierliche Veranstaltungen der ÖTW
- Tour de Vin (Publikumsverkostung, direkt in den ÖTW-Betrieben, mit weit gefächertem Rahmenprogramm)[7]
- Jährliche Expertenverkostung auf Schloss Grafenegg (Degustation der klassifizierten Lagenweine der ÖTW durch ein internationales Fachpublikum)[8]